# Anisophyllea cinnamomoides
Anisophyllea cinnamomoides är en tvåhjärtbladig växtart som först beskrevs av Gardn. och Champ., och fick sitt nu gällande namn av Arthur Hugh Garfit Alston. Anisophyllea cinnamomoides ingår i släktet Anisophyllea och familjen Anisophylleaceae. Inga underarter finns listade i Catalogue of Life.